# Enrique Navarro Abuja
Enrique Navarro Abuja fue un militar español que participó en la Guerra Civil Española.

## Biografía
Perteneció al arma de infantería. Realizó estudios en la Escuela Superior de Guerra de Madrid, donde se diplomó en Estado Mayor.
Ya en 1924 fue habilitado para poder servir en el Regimiento de Carros de Combate.
Al comienzo de la contienda ostentaba el rango de Teniente coronel. A comienzos de 1937 pasó a mandar la 2.ª División, que estaba destinada en el Frente de la Sierra de Guadarrama. Unos meses después pasó a mandar la Brigada de carros de combate y en octubre de 1937 se convirtió en jefe de Estado Mayor de la División de Ingenios Blindados. Algunas fuentes señalan que posteriormente estuvo destinado como docente en la Escuela Popular de Estado Mayor.

## Obras
- Estudio geográfico-militar de los Pirineos aragoneses. Madrid: Velasco, 1905, pp. 33, en 4.º (CGLEH).